# 1547
Portal Geschichte | Portal Biografien | Aktuelle Ereignisse | Jahreskalender | Tagesartikel

◄ |
15. Jahrhundert |
16. Jahrhundert
| 17. Jahrhundert | ►

◄ |
1510er |
1520er |
1530er |
1540er
| 1550er | 1560er | 1570er | ►

◄◄ |
◄ |
1543 |
1544 |
1545 |
1546 |
1547
| 1548 | 1549 | 1550 | 1551 | ► | ►►
Staatsoberhäupter  · Nekrolog   · Musikjahr
| Januar | Januar | Januar | Januar | Januar | Januar | Januar | Januar |
| Kw     | Mo     | Di     | Mi     | Do     | Fr     | Sa     | So     |
| ------ | ------ | ------ | ------ | ------ | ------ | ------ | ------ |
| 52     |        |        |        |        |        | 1      | 2      |
| 1      | 3      | 4      | 5      | 6      | 7      | 8      | 9      |
| 2      | 10     | 11     | 12     | 13     | 14     | 15     | 16     |
| 3      | 17     | 18     | 19     | 20     | 21     | 22     | 23     |
| 4      | 24     | 25     | 26     | 27     | 28     | 29     | 30     |
| 5      | 31     |        |        |        |        |        |        |

| Februar | Februar | Februar | Februar | Februar | Februar | Februar | Februar |
| Kw      | Mo      | Di      | Mi      | Do      | Fr      | Sa      | So      |
| ------- | ------- | ------- | ------- | ------- | ------- | ------- | ------- |
| 5       |         | 1       | 2       | 3       | 4       | 5       | 6       |
| 6       | 7       | 8       | 9       | 10      | 11      | 12      | 13      |
| 7       | 14      | 15      | 16      | 17      | 18      | 19      | 20      |
| 8       | 21      | 22      | 23      | 24      | 25      | 26      | 27      |
| 9       | 28      |         |         |         |         |         |         |

| März | März | März | März | März | März | März | März |
| Kw   | Mo   | Di   | Mi   | Do   | Fr   | Sa   | So   |
| ---- | ---- | ---- | ---- | ---- | ---- | ---- | ---- |
| 9    |      | 1    | 2    | 3    | 4    | 5    | 6    |
| 10   | 7    | 8    | 9    | 10   | 11   | 12   | 13   |
| 11   | 14   | 15   | 16   | 17   | 18   | 19   | 20   |
| 12   | 21   | 22   | 23   | 24   | 25   | 26   | 27   |
| 13   | 28   | 29   | 30   | 31   |      |      |      |

| April | April | April | April | April | April | April | April |
| Kw    | Mo    | Di    | Mi    | Do    | Fr    | Sa    | So    |
| ----- | ----- | ----- | ----- | ----- | ----- | ----- | ----- |
| 13    |       |       |       |       | 1     | 2     | 3     |
| 14    | 4     | 5     | 6     | 7     | 8     | 9     | 10    |
| 15    | 11    | 12    | 13    | 14    | 15    | 16    | 17    |
| 16    | 18    | 19    | 20    | 21    | 22    | 23    | 24    |
| 17    | 25    | 26    | 27    | 28    | 29    | 30    |       |

| Mai | Mai | Mai | Mai | Mai | Mai | Mai | Mai |
| Kw  | Mo  | Di  | Mi  | Do  | Fr  | Sa  | So  |
| --- | --- | --- | --- | --- | --- | --- | --- |
| 17  |     |     |     |     |     |     | 1   |
| 18  | 2   | 3   | 4   | 5   | 6   | 7   | 8   |
| 19  | 9   | 10  | 11  | 12  | 13  | 14  | 15  |
| 20  | 16  | 17  | 18  | 19  | 20  | 21  | 22  |
| 21  | 23  | 24  | 25  | 26  | 27  | 28  | 29  |
| 22  | 30  | 31  |     |     |     |     |     |

| Juni | Juni | Juni | Juni | Juni | Juni | Juni | Juni |
| Kw   | Mo   | Di   | Mi   | Do   | Fr   | Sa   | So   |
| ---- | ---- | ---- | ---- | ---- | ---- | ---- | ---- |
| 22   |      |      | 1    | 2    | 3    | 4    | 5    |
| 23   | 6    | 7    | 8    | 9    | 10   | 11   | 12   |
| 24   | 13   | 14   | 15   | 16   | 17   | 18   | 19   |
| 25   | 20   | 21   | 22   | 23   | 24   | 25   | 26   |
| 26   | 27   | 28   | 29   | 30   |      |      |      |

| Juli | Juli | Juli | Juli | Juli | Juli | Juli | Juli |
| Kw   | Mo   | Di   | Mi   | Do   | Fr   | Sa   | So   |
| ---- | ---- | ---- | ---- | ---- | ---- | ---- | ---- |
| 26   |      |      |      |      | 1    | 2    | 3    |
| 27   | 4    | 5    | 6    | 7    | 8    | 9    | 10   |
| 28   | 11   | 12   | 13   | 14   | 15   | 16   | 17   |
| 29   | 18   | 19   | 20   | 21   | 22   | 23   | 24   |
| 30   | 25   | 26   | 27   | 28   | 29   | 30   | 31   |

| August | August | August | August | August | August | August | August |
| Kw     | Mo     | Di     | Mi     | Do     | Fr     | Sa     | So     |
| ------ | ------ | ------ | ------ | ------ | ------ | ------ | ------ |
| 31     | 1      | 2      | 3      | 4      | 5      | 6      | 7      |
| 32     | 8      | 9      | 10     | 11     | 12     | 13     | 14     |
| 33     | 15     | 16     | 17     | 18     | 19     | 20     | 21     |
| 34     | 22     | 23     | 24     | 25     | 26     | 27     | 28     |
| 35     | 29     | 30     | 31     |        |        |        |        |

| September | September | September | September | September | September | September | September |
| Kw        | Mo        | Di        | Mi        | Do        | Fr        | Sa        | So        |
| --------- | --------- | --------- | --------- | --------- | --------- | --------- | --------- |
| 35        |           |           |           | 1         | 2         | 3         | 4         |
| 36        | 5         | 6         | 7         | 8         | 9         | 10        | 11        |
| 37        | 12        | 13        | 14        | 15        | 16        | 17        | 18        |
| 38        | 19        | 20        | 21        | 22        | 23        | 24        | 25        |
| 39        | 26        | 27        | 28        | 29        | 30        |           |           |

| Oktober | Oktober | Oktober | Oktober | Oktober | Oktober | Oktober | Oktober |
| Kw      | Mo      | Di      | Mi      | Do      | Fr      | Sa      | So      |
| ------- | ------- | ------- | ------- | ------- | ------- | ------- | ------- |
| 39      |         |         |         |         |         | 1       | 2       |
| 40      | 3       | 4       | 5       | 6       | 7       | 8       | 9       |
| 41      | 10      | 11      | 12      | 13      | 14      | 15      | 16      |
| 42      | 17      | 18      | 19      | 20      | 21      | 22      | 23      |
| 43      | 24      | 25      | 26      | 27      | 28      | 29      | 30      |
| 44      | 31      |         |         |         |         |         |         |

| November | November | November | November | November | November | November | November |
| Kw       | Mo       | Di       | Mi       | Do       | Fr       | Sa       | So       |
| -------- | -------- | -------- | -------- | -------- | -------- | -------- | -------- |
| 44       |          | 1        | 2        | 3        | 4        | 5        | 6        |
| 45       | 7        | 8        | 9        | 10       | 11       | 12       | 13       |
| 46       | 14       | 15       | 16       | 17       | 18       | 19       | 20       |
| 47       | 21       | 22       | 23       | 24       | 25       | 26       | 27       |
| 48       | 28       | 29       | 30       |          |          |          |          |

| Dezember | Dezember | Dezember | Dezember | Dezember | Dezember | Dezember | Dezember |
| Kw       | Mo       | Di       | Mi       | Do       | Fr       | Sa       | So       |
| -------- | -------- | -------- | -------- | -------- | -------- | -------- | -------- |
| 48       |          |          |          | 1        | 2        | 3        | 4        |
| 49       | 5        | 6        | 7        | 8        | 9        | 10       | 11       |
| 50       | 12       | 13       | 14       | 15       | 16       | 17       | 18       |
| 51       | 19       | 20       | 21       | 22       | 23       | 24       | 25       |
| 52       | 26       | 27       | 28       | 29       | 30       | 31       |          |

| Januar | Januar | Januar | Januar | Januar | Januar | Januar | Januar |
| Kw     | Mo     | Di     | Mi     | Do     | Fr     | Sa     | So     |
| ------ | ------ | ------ | ------ | ------ | ------ | ------ | ------ |
| 52     |        |        |        |        |        | 1      | 2      |
| 1      | 3      | 4      | 5      | 6      | 7      | 8      | 9      |
| 2      | 10     | 11     | 12     | 13     | 14     | 15     | 16     |
| 3      | 17     | 18     | 19     | 20     | 21     | 22     | 23     |
| 4      | 24     | 25     | 26     | 27     | 28     | 29     | 30     |
| 5      | 31     |        |        |        |        |        |        |

| Februar | Februar | Februar | Februar | Februar | Februar | Februar | Februar |
| Kw      | Mo      | Di      | Mi      | Do      | Fr      | Sa      | So      |
| ------- | ------- | ------- | ------- | ------- | ------- | ------- | ------- |
| 5       |         | 1       | 2       | 3       | 4       | 5       | 6       |
| 6       | 7       | 8       | 9       | 10      | 11      | 12      | 13      |
| 7       | 14      | 15      | 16      | 17      | 18      | 19      | 20      |
| 8       | 21      | 22      | 23      | 24      | 25      | 26      | 27      |
| 9       | 28      |         |         |         |         |         |         |

| März | März | März | März | März | März | März | März |
| Kw   | Mo   | Di   | Mi   | Do   | Fr   | Sa   | So   |
| ---- | ---- | ---- | ---- | ---- | ---- | ---- | ---- |
| 9    |      | 1    | 2    | 3    | 4    | 5    | 6    |
| 10   | 7    | 8    | 9    | 10   | 11   | 12   | 13   |
| 11   | 14   | 15   | 16   | 17   | 18   | 19   | 20   |
| 12   | 21   | 22   | 23   | 24   | 25   | 26   | 27   |
| 13   | 28   | 29   | 30   | 31   |      |      |      |

| April | April | April | April | April | April | April | April |
| Kw    | Mo    | Di    | Mi    | Do    | Fr    | Sa    | So    |
| ----- | ----- | ----- | ----- | ----- | ----- | ----- | ----- |
| 13    |       |       |       |       | 1     | 2     | 3     |
| 14    | 4     | 5     | 6     | 7     | 8     | 9     | 10    |
| 15    | 11    | 12    | 13    | 14    | 15    | 16    | 17    |
| 16    | 18    | 19    | 20    | 21    | 22    | 23    | 24    |
| 17    | 25    | 26    | 27    | 28    | 29    | 30    |       |

| Mai | Mai | Mai | Mai | Mai | Mai | Mai | Mai |
| Kw  | Mo  | Di  | Mi  | Do  | Fr  | Sa  | So  |
| --- | --- | --- | --- | --- | --- | --- | --- |
| 17  |     |     |     |     |     |     | 1   |
| 18  | 2   | 3   | 4   | 5   | 6   | 7   | 8   |
| 19  | 9   | 10  | 11  | 12  | 13  | 14  | 15  |
| 20  | 16  | 17  | 18  | 19  | 20  | 21  | 22  |
| 21  | 23  | 24  | 25  | 26  | 27  | 28  | 29  |
| 22  | 30  | 31  |     |     |     |     |     |

| Juni | Juni | Juni | Juni | Juni | Juni | Juni | Juni |
| Kw   | Mo   | Di   | Mi   | Do   | Fr   | Sa   | So   |
| ---- | ---- | ---- | ---- | ---- | ---- | ---- | ---- |
| 22   |      |      | 1    | 2    | 3    | 4    | 5    |
| 23   | 6    | 7    | 8    | 9    | 10   | 11   | 12   |
| 24   | 13   | 14   | 15   | 16   | 17   | 18   | 19   |
| 25   | 20   | 21   | 22   | 23   | 24   | 25   | 26   |
| 26   | 27   | 28   | 29   | 30   |      |      |      |

| Juli | Juli | Juli | Juli | Juli | Juli | Juli | Juli |
| Kw   | Mo   | Di   | Mi   | Do   | Fr   | Sa   | So   |
| ---- | ---- | ---- | ---- | ---- | ---- | ---- | ---- |
| 26   |      |      |      |      | 1    | 2    | 3    |
| 27   | 4    | 5    | 6    | 7    | 8    | 9    | 10   |
| 28   | 11   | 12   | 13   | 14   | 15   | 16   | 17   |
| 29   | 18   | 19   | 20   | 21   | 22   | 23   | 24   |
| 30   | 25   | 26   | 27   | 28   | 29   | 30   | 31   |

| August | August | August | August | August | August | August | August |
| Kw     | Mo     | Di     | Mi     | Do     | Fr     | Sa     | So     |
| ------ | ------ | ------ | ------ | ------ | ------ | ------ | ------ |
| 31     | 1      | 2      | 3      | 4      | 5      | 6      | 7      |
| 32     | 8      | 9      | 10     | 11     | 12     | 13     | 14     |
| 33     | 15     | 16     | 17     | 18     | 19     | 20     | 21     |
| 34     | 22     | 23     | 24     | 25     | 26     | 27     | 28     |
| 35     | 29     | 30     | 31     |        |        |        |        |

| September | September | September | September | September | September | September | September |
| Kw        | Mo        | Di        | Mi        | Do        | Fr        | Sa        | So        |
| --------- | --------- | --------- | --------- | --------- | --------- | --------- | --------- |
| 35        |           |           |           | 1         | 2         | 3         | 4         |
| 36        | 5         | 6         | 7         | 8         | 9         | 10        | 11        |
| 37        | 12        | 13        | 14        | 15        | 16        | 17        | 18        |
| 38        | 19        | 20        | 21        | 22        | 23        | 24        | 25        |
| 39        | 26        | 27        | 28        | 29        | 30        |           |           |

| Oktober | Oktober | Oktober | Oktober | Oktober | Oktober | Oktober | Oktober |
| Kw      | Mo      | Di      | Mi      | Do      | Fr      | Sa      | So      |
| ------- | ------- | ------- | ------- | ------- | ------- | ------- | ------- |
| 39      |         |         |         |         |         | 1       | 2       |
| 40      | 3       | 4       | 5       | 6       | 7       | 8       | 9       |
| 41      | 10      | 11      | 12      | 13      | 14      | 15      | 16      |
| 42      | 17      | 18      | 19      | 20      | 21      | 22      | 23      |
| 43      | 24      | 25      | 26      | 27      | 28      | 29      | 30      |
| 44      | 31      |         |         |         |         |         |         |

| November | November | November | November | November | November | November | November |
| Kw       | Mo       | Di       | Mi       | Do       | Fr       | Sa       | So       |
| -------- | -------- | -------- | -------- | -------- | -------- | -------- | -------- |
| 44       |          | 1        | 2        | 3        | 4        | 5        | 6        |
| 45       | 7        | 8        | 9        | 10       | 11       | 12       | 13       |
| 46       | 14       | 15       | 16       | 17       | 18       | 19       | 20       |
| 47       | 21       | 22       | 23       | 24       | 25       | 26       | 27       |
| 48       | 28       | 29       | 30       |          |          |          |          |

| Dezember | Dezember | Dezember | Dezember | Dezember | Dezember | Dezember | Dezember |
| Kw       | Mo       | Di       | Mi       | Do       | Fr       | Sa       | So       |
| -------- | -------- | -------- | -------- | -------- | -------- | -------- | -------- |
| 48       |          |          |          | 1        | 2        | 3        | 4        |
| 49       | 5        | 6        | 7        | 8        | 9        | 10       | 11       |
| 50       | 12       | 13       | 14       | 15       | 16       | 17       | 18       |
| 51       | 19       | 20       | 21       | 22       | 23       | 24       | 25       |
| 52       | 26       | 27       | 28       | 29       | 30       | 31       |          |

## Ereignisse

### Politik und Weltgeschehen

#### England

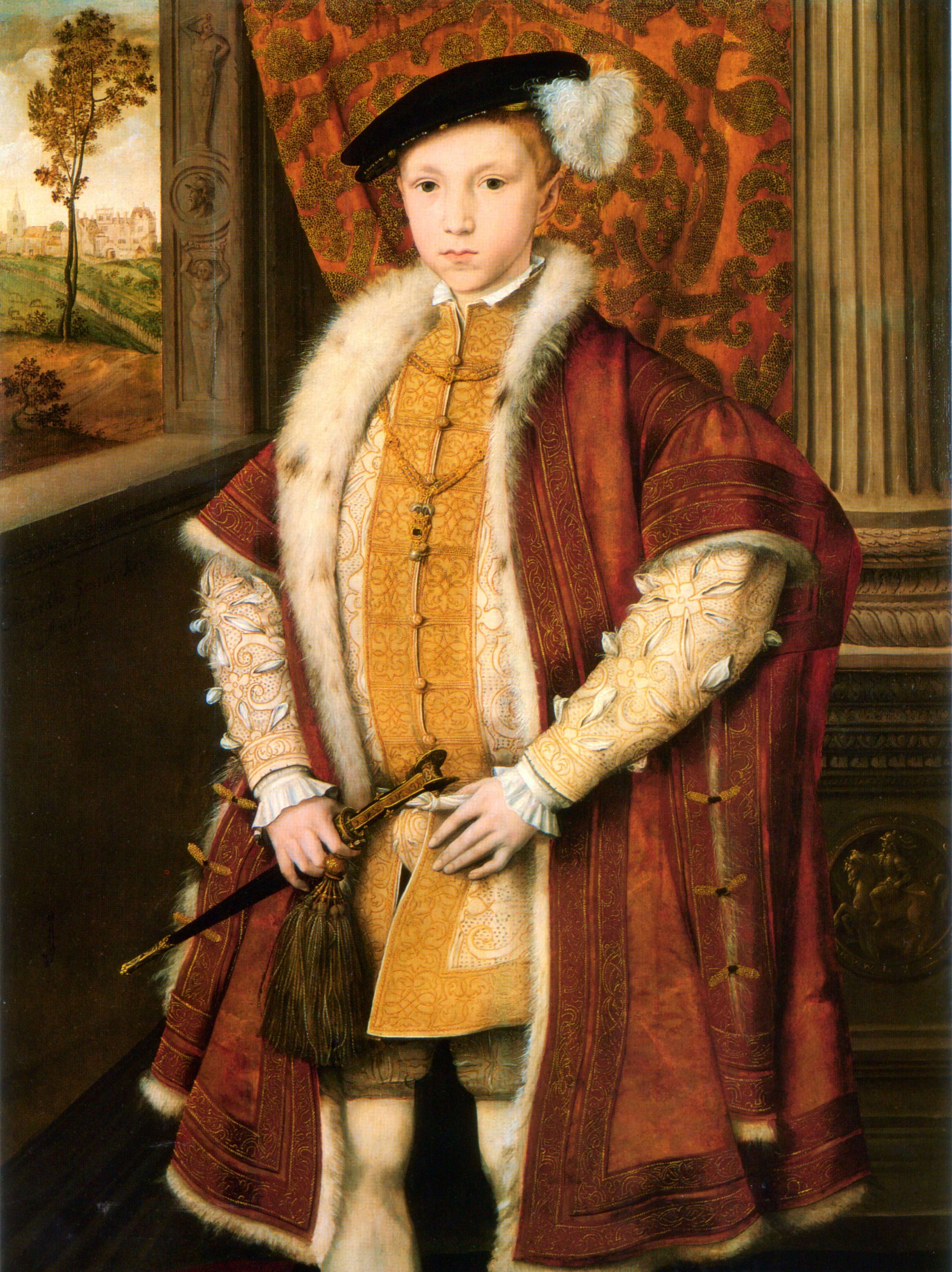
Eduard VI.

Am 28. Januar stirbt Heinrich VIII. im Palace of Whitehall in London. Ihm folgt Eduard VI., sein neunjähriger Sohn aus der Ehe mit Jane Seymour, auf den Thron Englands und Irlands. Die Thronbesteigung verläuft unproblematisch, da Heinrich ihn in seinem letzten Testament vom 30. Dezember 1546 ausdrücklich zum Nachfolger bestimmt hat. Zusätzlich ist ein zehnköpfiger Thronrat ernannt, der während Eduards Minderjährigkeit die Regierungsgeschäfte wahrnehmen soll. Der Rat besteht überwiegend aus Personen, die bereits unter dem alten König an Einfluss gewonnen haben. Die wichtigsten Mitglieder des Rates sind Edward Seymour, Earl of Hertford, ein Bruder der verstorbenen Jane Seymour, sowie John Dudley, Viscount Lisle und Sir William Paget, 1. Baron Paget.
Die Mitglieder des Rates sind zum größten Teil Reformer im Sinne einer unabhängigen englischen Staatskirche. Die Katholiken Stephen Gardiner, Bischof von Winchester, Thomas Howard, 3. Duke of Norfolk und Thomas Thirlby sind vom Rat ausgeschlossen. Die Mitglieder des Rates ersuchen den neuen König Eduard VI. nun um eine Bestätigung der Ernennung, um damit den Zweiflern an der Rechtmäßigkeit des letzten Willens König Heinrichs den Wind aus den Segeln zu nehmen.
Am 13. März bestätigt Eduard VI. die Mitglieder des Rates mit Ausnahme des Lordkanzlers Thomas Wriothesley, 1. Earl of Southampton. König Eduard ernennt seinen Onkel Eduard Seymour zum Herzog von Somerset und gibt ihm das Amt des Lordprotektors. Seymour wird das Recht zuerkannt, den Rat nach eigenem Ermessen zu verändern. Er wird damit zum eigentlichen Machthaber in England. Auch der Erzbischof von Canterbury, Thomas Cranmer, übt starken Einfluss auf den jungen König aus.

#### Republik Genua
Giovanni Luigi de Fieschi unternimmt am 2. Januar mit anderen einen Aufstand gegen die Herrschaft des genuesischen Dogen Andrea Doria in Genua. Die Verschwörung des Fiesco scheitert, und der Rebell ertrinkt im Hafen, als er in schwerer Rüstung ins Wasser fällt.

#### Schmalkaldischer Krieg

Kaiser Karl V. nach der Schlacht bei Mühlberg, Gemälde von Tizian

- 24. April: Die Truppen von Kaiser Karl V. siegen in der Schlacht bei Mühlberg über den Schmalkaldischen Bund. Der Führer der Protestanten, Kurfürst Johann Friedrich I. von Sachsen, gerät in Gefangenschaft.

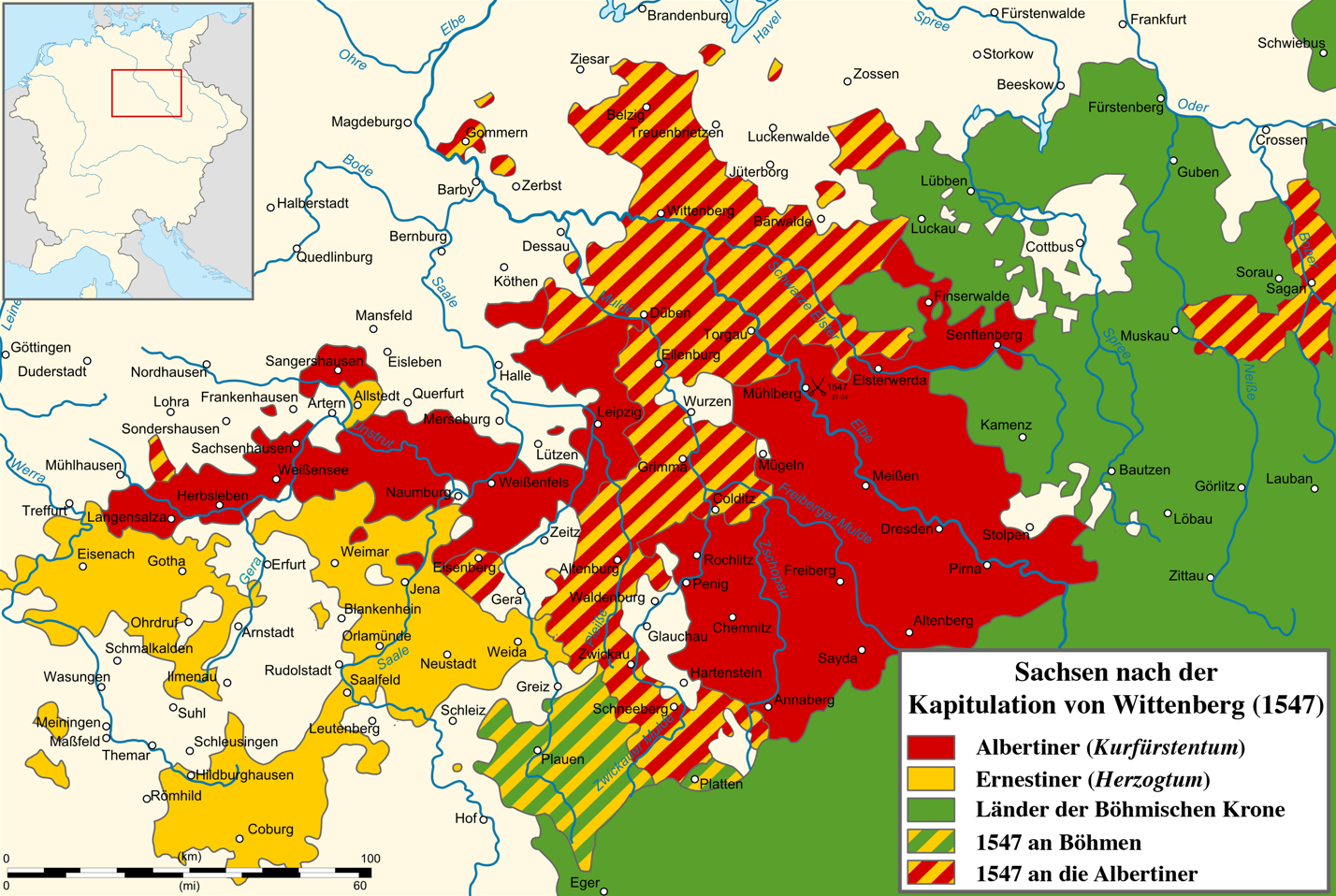
Gebietsänderungen in Sachsen und Thüringen nach der Wittenberger Kapitulation

- 19. Mai: In der im kaiserlichen Feldlager Karls V. nahe dem kurfürstlichen Vorwerk Bleesern vor Wittenberg unterzeichneten Wittenberger Kapitulation verliert der sächsische Kurfürst Johann Friedrich I. Landbesitz und Kurwürde an die Albertiner der Wettinischen Dynastie, die Herzog Moritz von Sachsen repräsentiert. Die Gebiete um Wittenberg und Zwickau gehen ebenfalls auf die albertinische Linie über. Das ernestinische Vogtland und ein kleines Gebiet um Platten im Erzgebirge gehen zudem an die böhmische Krone. Kaiser Karl V. ist Sieger im Schmalkaldischen Krieg. Daran ändert auch die verlorene Schlacht bei Drakenburg am 23. Mai, durch die die katholischen Truppen aus dem Norden des Reiches vertrieben werden, nichts mehr.

#### Weitere Ereignisse im Heiligen Römischen Reich
- 2. April: Graf Anton I. von Oldenburg verleibt die eroberte Burg und Grafschaft Delmenhorst seinem Besitz ein. Der vom Bischof von Münster gehaltene Ort gehörte früher bereits zu Oldenburg.
- Der Geharnischte Reichstag zu Augsburg beginnt; er dauert bis in das Jahr 1548 hinein. Der Kaiser scheitert mit Plänen zur Niederwerfung des Luthertums.
- Niederschlagung des böhmischen Ständeaufstands durch König Ferdinand I.
- Oberlausitzer Pönfall: Der böhmische König Ferdinand I. bestraft die zum Oberlausitzer Sechsstädtebund gehörenden Städte (Bautzen, Zittau, Görlitz, Kamenz, Löbau und Lauban).

#### Russland
- 16. Januar: Iwan IV. wird erster gekrönter russischer Zar. Seine Zeremonie orientierte sich an den Kaiserkrönungen im Byzanz des 14. Jahrhunderts. Durch den Metropoliten wird Iwan, der später als „der Schreckliche“ bekannt wird, mit der Mütze des Monomach gekrönt.

#### Frankreich
- 31. März: Durch den Tod von König Franz I. wird sein Sohn Heinrich II. neues Staatsoberhaupt in Frankreich.

### Wirtschaft

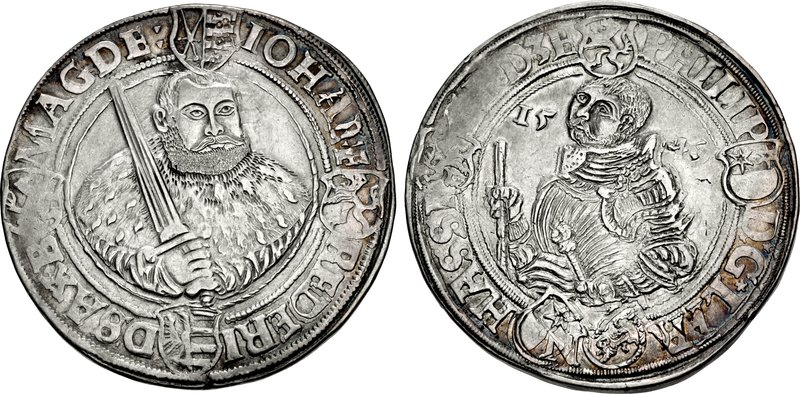
Schmalkaldischer Bundestaler 1546, links die sächsische Seite mit dem Bildnis des Kurfürsten Johann Friedrich der Großmütige, rechts die hessische Seite mit Philipp von Hessen

- Mit der Niederlage des Schmalkaldischen Bundes endet auch die Prägung des Schmalkaldischen Bundestalers in Goslar. Die gemeinsame Münzprägung des ernestinischen und des albertinischen Sachsens wird endgültig aufgegeben.

### Kultur
- In Rom werden die Fasti Capitolini entdeckt, eine Inschrift mit einer Liste römischer Konsuln.

### Religion und Gesellschaft
- 24. Januar: Adolf III. von Schaumburg wird vom päpstlichen Kommissar Viglius Zuichemus als neuer Erzbischof von Köln inthronisiert.
- 25. Februar: Um einen Aufstand zu seinen Gunsten und einen damit verbundenen möglichen Krieg zu verhindern, dankt Hermann V. von Wied formell ab, nachdem er schon im Vorjahr von Papst Paul III. exkommuniziert und seines Amtes als Erzbischof von Köln enthoben worden ist, weil er versucht hat, das Kurfürstentum dem Protestantismus zuzuführen. Hermann zieht sich auf die Burg Wied zurück und gründet am 17. März die Gesellschaft der edlen lebendigen selbst gehenden Wasserkunst, der unter anderem die Grafen Heinrich zu Stolberg und Ludwig von Stolberg-Königstein angehören.
- 03. Mai: Weihbischof Johann Nopel weiht Adolf von Schaumburg in Köln zum Priester. Dieser hebt viele Veränderungen seines Vorgängers Hermann V. von Wied auf und verbietet die evangelische Predigt in seiner Diözese.
- 11. März: Das Konzil von Trient wird nach Bologna in den päpstlichen Machtbereich verlegt und setzt dort seine Beratungen fort.

## Historische Karten und Ansichten

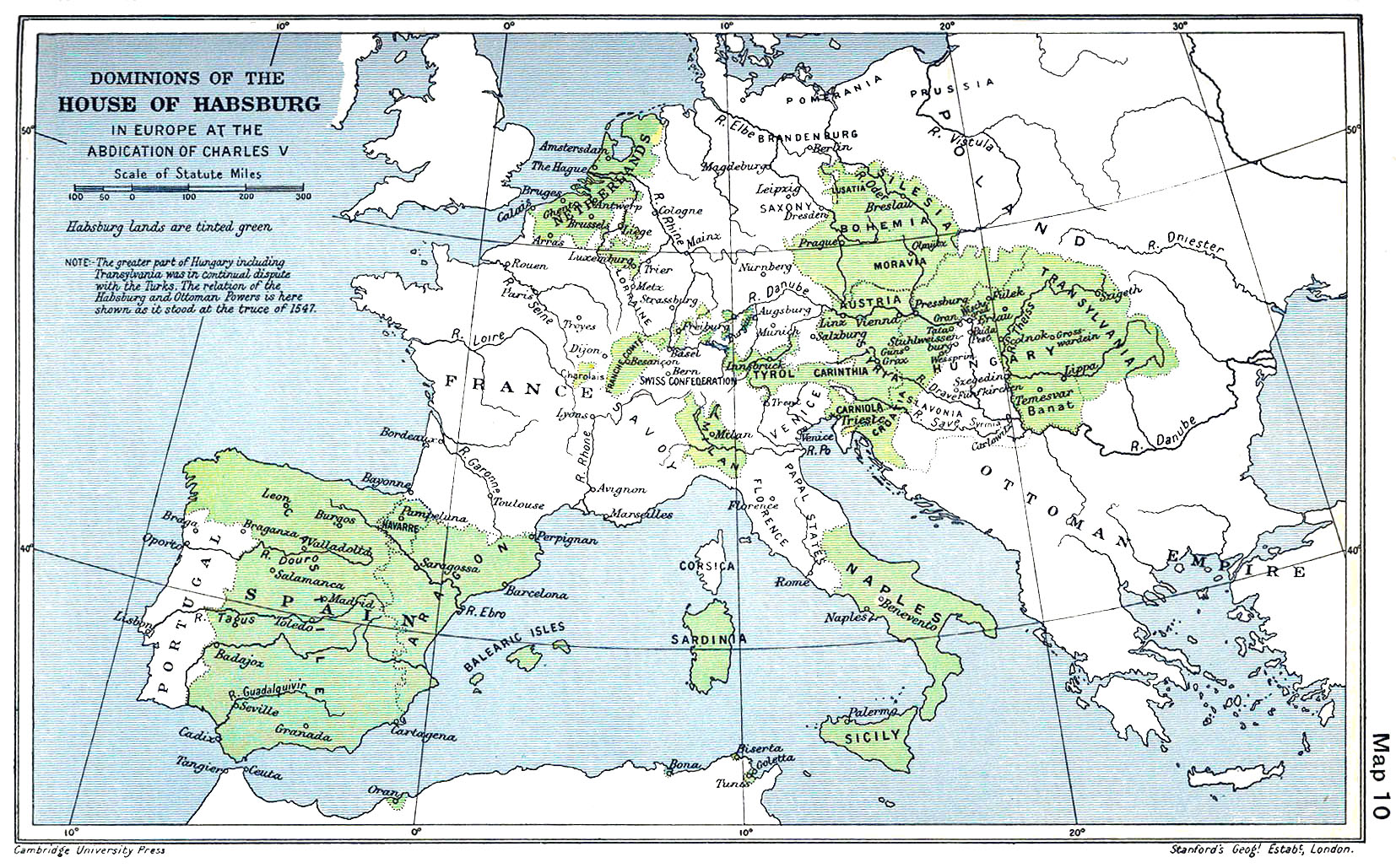
Die Besitzungen des Hauses Habsburg 1547
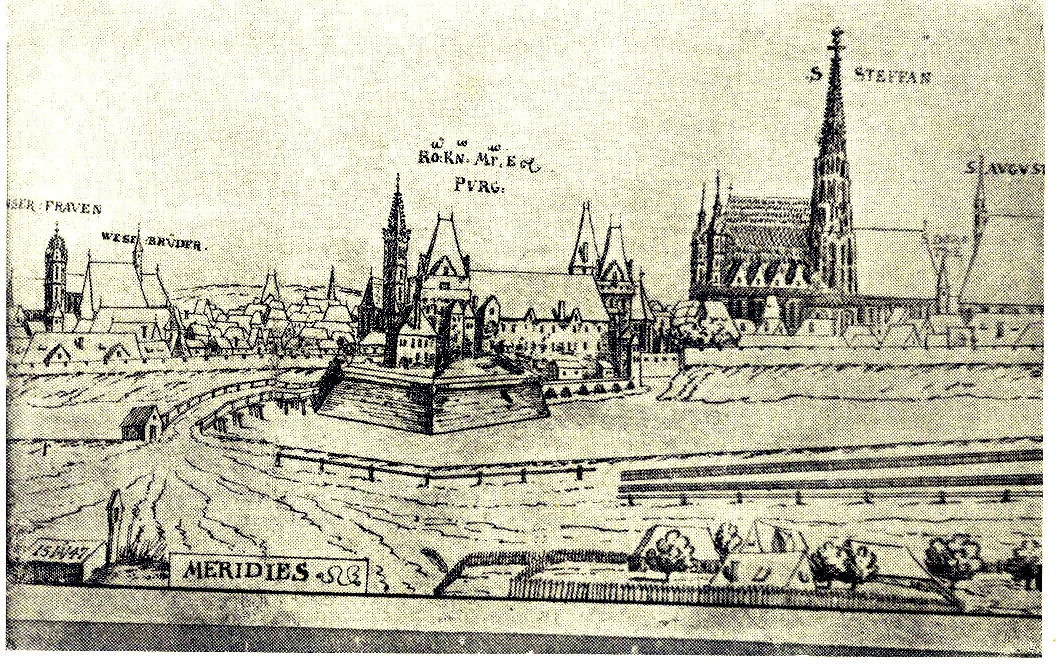
August Hirschvogel: Wien 1547

## Geboren

### Geburtsdatum gesichert
- 15. Januar: Hedwig von Württemberg, Landgräfin von Hessen-Marburg († 1590)
- 22. Januar: Karl II., erster Graf von Hohenzollern-Sigmaringen († 1606)
- 24. Januar: Johanna von Österreich, österreichische Renaissancefürstin († 1578)
- 24. Februar: Juan de Austria, Sohn von Kaiser Karl V., Befehlshaber der spanischen Flotte und Statthalter der habsburgischen Niederlande († 1578)
- 19. März: Joachim Zollikofer, Bürgermeister von St. Gallen († 1631)
- 19. Mai: Gustaf Axelsson Banér, schwedischer Staatsmann († 1600)
- 05. Juli: Garzia de’ Medici, vierter Sohn des Herzogs von Florenz Cosimo I. († 1562)
- 10. August: Franz II., Herzog von Sachsen-Lauenburg († 1619)
- 10. September: Georg I., Landgraf von Hessen-Darmstadt († 1596)
- 14. September: Johan van Oldenbarnevelt, niederländischer Staatsmann und Diplomat († 1619)
- 22. September: Philipp Nicodemus Frischlin, deutscher Humanist und Dramatiker († 1590)

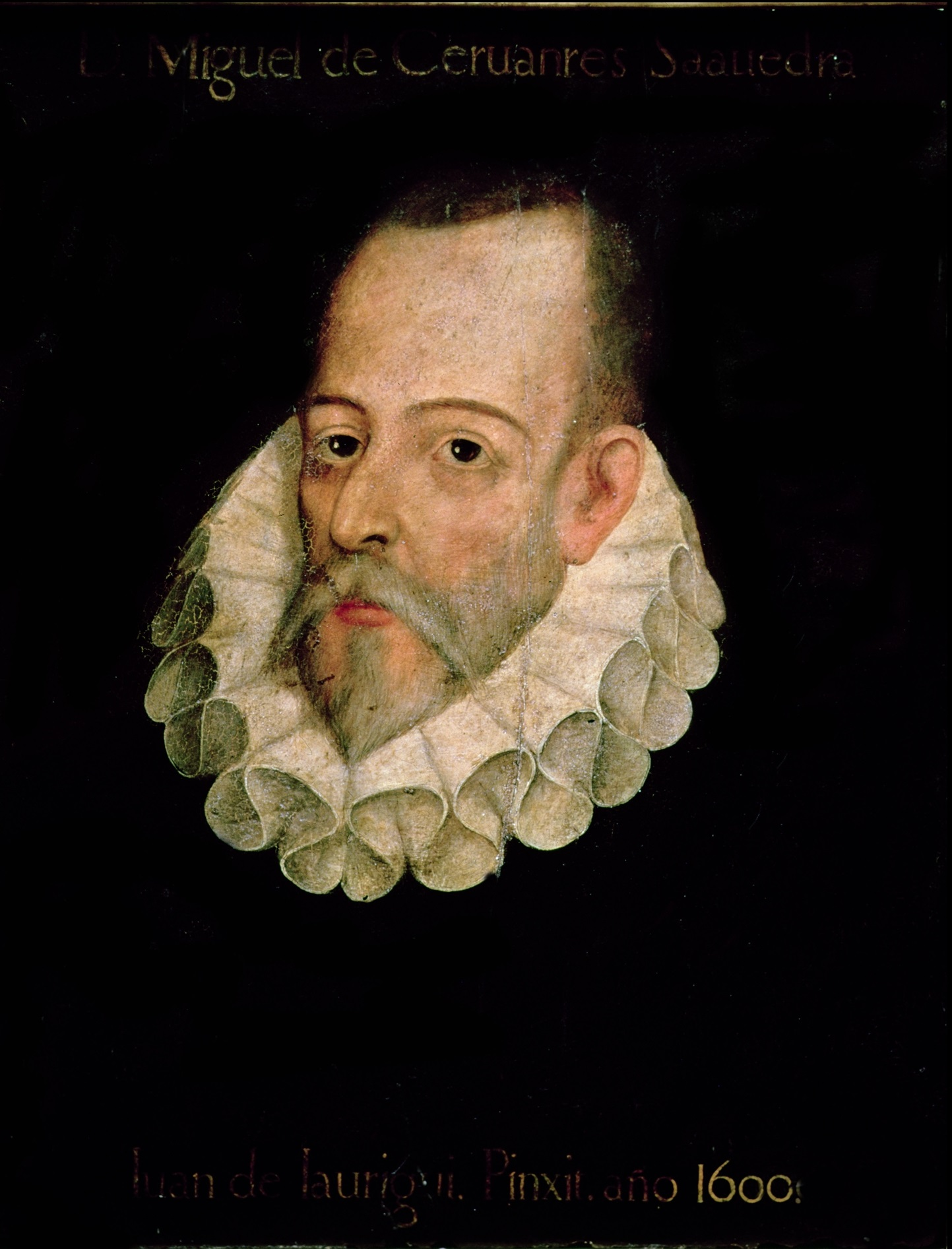
Miguel de Cervantes

- 000September: Miguel de Cervantes, spanischer Autor († 1616)
- 02. Oktober: Philipp Ludwig, Pfalzgraf und Herzog von Pfalz-Neuburg († 1614)
- 18. Oktober: Justus Lipsius, flämischer Rechtsphilosoph und Philologe († 1606)
- 07. November: Rudolf Hospinian, Schweizer evangelischer Geistlicher und Theologe († 1626)
- 08. November: Katharina Kepler, württembergische Bürgersfrau, Mutter Johannes Keplers und Opfer der Hexenverfolgung († 1622)
- 10. November: Gebhard I. von Waldburg, Kurfürst und Erzbischof von Köln († 1601)
- 10. November: Martin Moller, deutscher Mystiker, Erbauungsschriftsteller und Kirchenlieddichter († 1606)
- 12. November: Claudia von Valois, französische Prinzessin und Herzogin von Lothringen († 1575)
- 25. November: Samuel Fischer, deutscher Theologe († 1600)
- 05. Dezember: Ubbo Emmius, ostfriesischer Historiker und Gründungsrektor der Universität Groningen († 1625)

### Genaues Geburtsdatum unbekannt
- Adolf XI., Graf von Holstein-Pinneberg und Graf von Schauenburg († 1601)
- Ollegard von Ahlefeldt, Erbherrin der Güter von Haselau und Kaden († 1618)
- George Carey, 2. Baron Hunsdon, englischer Adeliger und Förderer des Theaters († 1603)
- Jurij Dalmatin, Reformator und Übersetzer der Bibel ins Slowenische († 1589)
- Martin Galíndez, spanischer Maler und Holzschnitzer († 1627)
- John Norreys, englischer Heerführer († 1597)
- Thomas Tesdale, englischer Mälzer († 1610)

### Geboren um 1547
- Nicholas Hilliard, englischer Miniaturenmaler und Siegelschneider († 1619)
- Francis Kett, englischer Arzt († 1589)

## Gestorben

### Erstes Halbjahr
- 02. Januar: Giovanni Luigi de Fieschi, Graf von Lavagna, genuesischer Politiker (* 1524/25)
- 05. Januar: Johann Heß, deutscher lutherischer Theologe und Reformator (* 1490)
- 07. Januar: Albrecht VII., Herzog zu Mecklenburg-Güstrow (* 1488)
- 17. Januar: Roberto Pucci, Kardinal der römisch-katholischen Kirche (* 1464)
- 18. Januar: Pietro Bembo, italienischer Humanist (* 1470)
- 19. Januar: Henry Howard, Earl of Surrey, englischer Adliger und Dichter (* 1516)
- 27. Januar: Anna Jagiello, römisch-deutsche Königin sowie Königin von Böhmen und Ungarn (* 1503)

Heinrich VIII.

- 28. Januar: Heinrich VIII., König von England und Irland, Gründer der Anglikanischen Staatskirche (* 1491)
- 03. Februar: Dominicus Sleupner, deutscher evangelischer Theologe und Reformator (* um 1483)
- 06. Februar: Konrad Adelmann von Adelmannsfelden, deutscher Kanoniker und Humanist (* 1462)
- 11. Februar: Johann Horn, Bischof der Böhmischen Brüder (* um 1490)
- 20. Februar: Johann von Naves, Reichsvizekanzler des Heiligen Römischen Reiches (* um 1500)
- 24. Februar: Heinrich Burghard I. von Pappenheim, Landvogt des Fürststifts Kempten in Bayern (* 15. Jahrhundert)
- 25. Februar: Vittoria Colonna, italienische Dichterin (* 1492)
- 27. Februar: Laurentius Zoch, deutscher Jurist und Rechtswissenschaftler (* 1477)
- 28. Februar: Philippa von Geldern, Herzogin von Lothringen und Bar (* 1464)
- 12. März: Wenzeslaus Linck, deutscher lutherischer Theologe und Reformator (* 1483)
- 15. März: Jakob Otter, deutscher reformierter Theologe und Reformator (* 1485)
- 16. März: François Vatable, französischer Gelehrter (* um 1495)
- 23. März: Johann IV. Ludwig von Hagen, Erzbischof und Kurfürst von Trier (* 1492)
- 31. März: Franz I., König von Frankreich und Herzog von Mailand (* 1494)
- 01. April: Marie de Luxembourg, Gräfin von Vendôme (* 1462 oder 1472)
- 03. April: Ludger tom Ring der Ältere, deutscher Maler und Buchdrucker (* 1496)
- 11. April:  Dorothea von Dänemark, erste Herzogin von Preußen (* 1504)
- 02. Mai: Caspar Borner, deutscher Theologe, Humanist und Reformator (* 1492)
- 21. Juni: Sebastiano del Piombo, eigentlich Luciani, italienischer Maler (* 1485)

### Zweites Halbjahr
- 06. Juli: Nikolaus Glossenus, deutscher lutherischer Theologe (* um 1510)
- 17. August: Katharina von Zimmern, die letzte Äbtissin des Fraumünsterklosters in Zürich (* 1478)
- 22. August: Niccolò Ardinghelli, italienischer Kardinal (* 1503)
- 06. September: Tommaso Badia, italienischer Dominikaner und Kardinal der katholischen Kirche (* 1483)
- 10. September: Robert Douglas of Lochleven, schottischer Ritter (* 1515)
- 10. September: Pier Luigi Farnese, Herzog von Parma und Piacenza (* 1503)
- 13. September: Hermann von Fürstenberg, Domherr in Paderborn und Münster (* um 1460)
- 17. September: Friedrich II., Herzog von Liegnitz und Brieg (* 1480)
- 27. September: Eleanor Brandon, englische Adelige
- 18. Oktober: Jacopo Sadoleto, italienischer Kardinal, Humanist und katholischer Reformer (* 1477)
- 19. Oktober: Perino del Vaga, italienischer Maler und Stuckateur (* 1501)
- 12. November: Sebastian Aitinger, Sekretär des Schmalkaldischen Bundes (* 1508)
- 26. November: Giovanni Cariani, italienischer Maler (* um 1485/90)
- 02. Dezember: Hernán Cortés, spanischer Konquistador und Entdecker (* 1485)
- 28. Dezember: Konrad Peutinger, deutscher Politiker (* 1465)

### Genaues Todesdatum unbekannt
- Jörg Breu der Jüngere, deutscher Maler (* nach 1510)
- 1547/48: Heinrich Füllmaurer, württembergischer Maler und Zeichner (* um 1497)